# Boldekow
Boldekow es un municipio situado en el distrito de Pomerania Occidental-Greifswald, en el estado federado de Mecklemburgo-Pomerania Occidental (Alemania), a una altitud de 14 metros. Su población a finales de 2016 era de 700 habitantes y su densidad poblacional, 14 hab/km².
Se encuentra ubicado junto a la frontera con el distrito Llanura Lacustre Mecklemburguesa.